# Pelophylax tenggerensis
Pelophylax tenggerensis es un anfibio anuro de la familia Ranidae. Es un endemismo de China en la provincia de Ningxia en el límite del Desierto de Tengger. Su hábitat natural son las praderas templadas, ríos, marismas de agua dulce, tierras agrículas. Está amanazada por pérdida de su hábitat. Puede pertenecer a P. nigromaculatus

## Publicación original
- Zhao, Macey & Papenfuss, 1988 : A new species of Rana from Ningxia Hui Autonomous Region. Chinese Herpetological Research, vol. 2, p. 1-3, (texto íntegro).